# 로티니
로티니(이탈리아어: rotini, 단수: rotino 로티노[*])는 이탈리아의 파스타이다. 나선형이나 타래송곳 모양과 비슷한 파스타다. 그 이름은 꼬여 있음(twist)를 의미하는 이탈리아어 단어에서 유래했다. 푸실리와 유사하지만 나선형이 심하여 길이로는 더 작다. 로텔레와는 다르다.
로티니는 북부 이탈리아에서 유래했으며 꼬여 있어서 소스를 다양하게 접목해도 맛이 살아난다. 파스타 샐러드와도 잘 어울려서 토마토 소스나 페스토 소스를 사용할 수 있다.
로티니는 정제된 밀가루를 사용하여 만들지만 보통의 밀가루라 갈색 쌀, 곡물 가루로도 만들 수 있다.
미국에서는 회화에서 "Scroodle," "Scroodle Noodles," "Scrotini," "Skroodle," "Scroodle Macaroni," 혹은 단순히 "송곳" 등으로 불리기도 한다.

## 사진

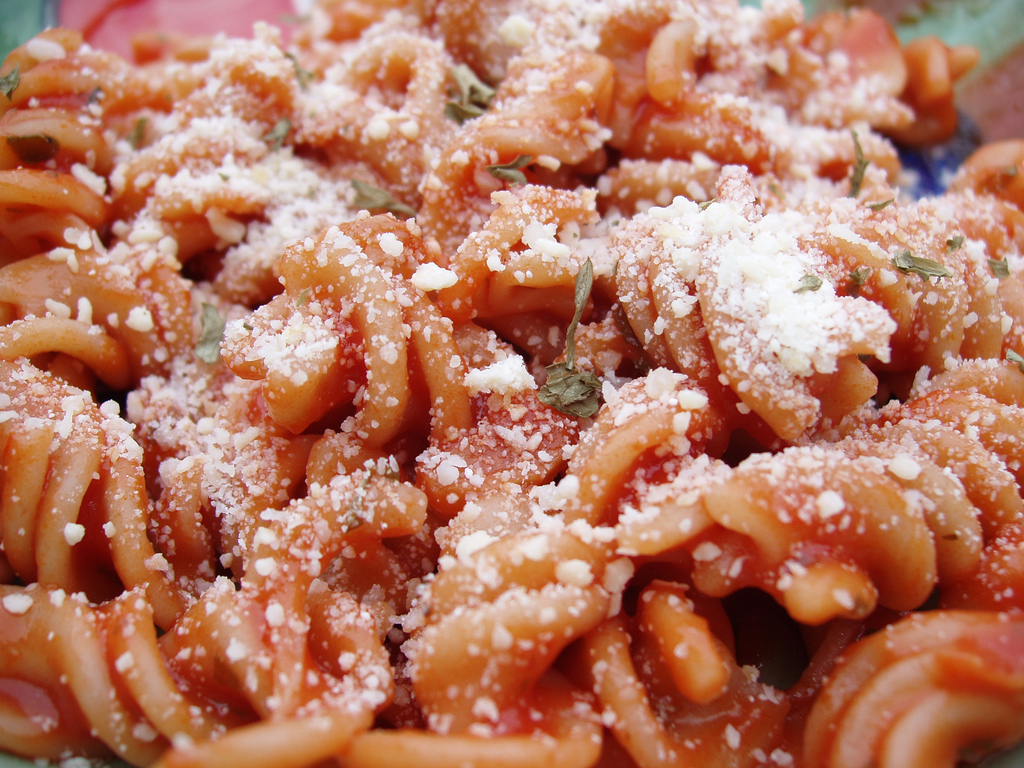
토마토 소스와 치즈를 갈아 뿌린 로티니